# Johanna Karl-Lory
Johanna Karl-Lory (* 15. Februar 1902 in Leipzig; † 5. September 1997 in Kierspe) war eine deutsche Schauspielerin.

## Leben
Sie war bereits im Alter von 14 Jahren bei Wanderbühnen Darstellerin unter anderem von Rotkäppchen und Rumpelstilzchen. Ihr erstes Engagement erhielt sie 1918 am Stadttheater von Halberstadt. Ferner spielte sie bis 1922 in Konstanz-Lindau, Köslin, Leipzig, Aussig und am Münchner Tourneetheater.
Zu ihrem Repertoire gehörten besonders Stücke von Shakespeare, Schiller, Hauptmann und Wedekind. Nach der Heirat gab sie für viele Jahre ihren Beruf auf und wurde Mutter von zwei Söhnen.
1972 kehrte sie auf die Bühne zurück und erhielt ein Engagement am Stadttheater Konstanz. 1979 stand sie auf der Schaubühne am Lehniner Platz in Robert Wilsons Death, Destruction and Detroit, 1981 wirkte sie bei den Salzburger Festspielen in Dantons Tod mit und 1983 war sie am Hamburger Thalia Theater in Michael Kramer zu sehen. Für die Freie Volksbühne Berlin verkörperte sie 1987 Annina Anna Bonazzi in der deutschen Erstaufführung von Wertmüllers Liebe und Magie in Mammas Küche, 1988 den Arzt in Victor oder die Kinder an der Macht, 1988 die Priesterin und Luise von Linkersdorf in der Uraufführung von Hans Neuenfels’ Der tollwütige Mund – Stationen eines Europäers, außerdem spielte sie an den Schauspielbühnen Berlin. Daneben wirkte sie in mehreren Film- und Fernsehproduktionen mit.

## Filmografie
- 1979: Das Ende des Regenbogens
- 1980: Deutschland bleiche Mutter
- 1980: Die Kinder aus Nr. 67
- 1980: Und plötzlich bist Du draußen [Nebenrolle als Frau Behnke]
- 1982: Der Zauberberg
- 1982: Grenzenlos (Film von Josef Rödl)
- 1983: Löwenzahn (Fernsehsendung) (als Frau Mörke)
- 1983: Ich heirate eine Familie 1 + 1 = 5 (Garderobendame)
- 1983–1991: Tatort (Fernsehreihe)
  - 1983: Fluppys Masche
  - 1991: Tödliche Vergangenheit
- 1984: Michael Kramer
- 1984: Vor dem Sturm
- 1986: Meier
- 1988: Sternberg - Shooting Star
- 1988: Europa und der zweite Apfel
- 1989: Erdenschwer
- 1989: Letzten Sommer in Kreuzberg
- 1989: The Prisoner of St. Petersburg
- 1989: Letzte Nachrichten
- 1989: Geld macht nicht glücklich
- 1990: Das blinde Ohr der Oper
- 1992: Ingolf Lücks Sketchsalat (Serie)
- 1992: Kinderspiele
- 1993: Brandnacht
- 1994: Freundinnen
- 1994: Kinder der Landstraße
- 1994: Burning Life